# Marilyn Bergman

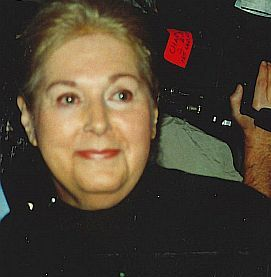
Marilyn Bergman (2002)

Marilyn Bergman (* 10. November 1928 in New York City; † 8. Januar 2022 in Los Angeles, Kalifornien als Marilyn Keith) war eine US-amerikanische Liedtexterin und Komponistin.

## Leben
Bergman zählte gemeinsam mit ihrem Ehemann Alan Bergman zu den angesehensten Songschreibern in den Vereinigten Staaten. Sie schrieben gemeinsam vor allem Filmmusik. Das Paar hatte eine Tochter, Julie Bergman-Sender, die als unabhängige Filmproduzentin arbeitet. 1980 wurden Marilyn und Alan Bergman in die Songwriters Hall of Fame aufgenommen. Das Paar erhielt neben unzähligen Auszeichnungen – darunter 2003 den ersten Preis der Johnny Mercer Foundation für ihr Lebenswerk – auch die Ehrendoktorwürde etlicher amerikanischer Universitäten. Marilyn Keith besuchte zunächst die High School für Musik und Kunst in New York und studierte an der New Yorker Universität Englisch und Psychologie, als sie 1958 Alan Bergman heiratete. Seit Anfang der 1960er Jahre schrieben sie gemeinsam Hits für Filme. Ihren Durchbruch erlebten die Bergmans mit dem Text zum Titelsong des Films In der Hitze der Nacht mit Sidney Poitier, komponiert von Quincy Jones 1967.
Eine langjährige Zusammenarbeit verband die Bergmans mit dem französischen Komponisten Michel Legrand. Höhepunkt dieser Arbeit waren die kompletten Liedtexte für den Film Yentl von und mit Barbra Streisand, welche ihnen einen Oscar einbrachten. Doch bereits 1969 gewannen Legrand und die Bergmans einen Oscar für den Song The Windmills of Your Mind zu dem Film Die Thomas Crown Affäre mit Steve McQueen. Einen dritten Oscar gewannen sie 1974 für den Titelsong The Way We Were, gesungen von Barbra Streisand. Dieses Mal war Marvin Hamlisch der Komponist, mit dem sie später noch weitere Hits schrieben. Der Film heißt auf Deutsch So wie wir waren. Die Bergmans zeichneten außerdem für den Text zu You Don’t Bring Me Flowers verantwortlich, der 1978/79 ein weltweiter Hit für Neil Diamond und Barbra Streisand war.
Bergman war über 60 Jahre lang eng mit Barbra Streisand befreundet und schrieb viele Lieder für die Sängerin.
Bergman starb im Januar 2022 in ihrem Zuhause in Los Angeles im Alter von 93 Jahren.

## Weitere Oscar-Nominierungen
- 1970: What Are You Doing the Rest of Your Life? – Musik: Michel Legrand (aus dem Film: Happy End für eine Ehe von Richard Brooks mit Jean Simmons und John Forsythe)
- 1971: Pieces of Dreams – Musik: Michel Legrand (aus dem Film: Die Geliebte des Priesters von Daniel Haller mit Robert Forster und Lauren Hutton)
- 1972: All His Children – Musik: Henry Mancini (aus dem Film: Sie möchten Giganten sein von Paul Newman mit Paul Newman, Henry Fonda und Lee Remick)
- 1973: Marmalade, Molasses and Honey – Musik: Maurice Jarre (aus dem Film: Das war Roy Bean von John Huston mit Paul Newman)
- 1979: The Last Time I Felt Like This – Musik: Marvin Hamlisch (aus dem Film: Nächstes Jahr, selbe Zeit von Robert Mulligan mit Ellen Burstyn und Alan Alda)
- 1980: I’ll Never Say Goodbye – Musik: David Shire (aus dem Film: The Promise von Gilbert Cates)
- 1983: How Do You Keep the Music Playing – Musik: Michel Legrand (aus dem Film: Zwei dicke Freunde von Norman Jewison mit Burt Reynolds, Goldie Hawn und Jessica Tandy)
- 1983: It Might Be You – Musik: Dave Grusin (aus dem Film: Tootsie von Sydney Pollack mit Dustin Hoffman und Jessica Lange)
- 1983: If We Were in Love – Musik: John Williams (aus dem Film: Geliebter Giorgio von Franklin J. Schaffner mit Luciano Pavarotti)
- 1984: Papa, Can Your Hear Me? – Musik: Michel Legrand (aus dem Film Yentl von Barbra Streisand mit Barbra Streisand, Mandy Patinkin und Amy Irving)
- 1984: The Way He Makes Me Feel – Musik: Michel Legrand (aus dem Film Yentl von Barbra Streisand mit Barbra Streisand, Mandy Patinkin und Amy Irving)
- 1990: The Girl Who Used to Be Me – Musik: Marvin Hamlisch (aus dem Film Shirley Valentine – Auf Wiedersehen, mein lieber Mann von Lewis Gilbert mit Pauline Collins und Tom Conti)
- 1996: Moonlight – Musik: John Williams (aus dem Film: Sabrina von Sydney Pollack mit Harrison Ford und Julia Ormond)